# 베네딕토 요셉 라브르
성 베네딕토 요셉 라브르(Benoît-Joseph Labre, 1748년 3월 25일 - 1783년 4월 17일)는 프랑스의 성지 순례자, 프란치스코회 제3회원이며 로마 가톨릭교회의 성인이다. 축일은 4월 16일이다.

## 생애
베네딕토 요셉 라브르는 1748년 프랑스 북부 아메트에서 부유한 상인의 15자녀 가운데 맏이로 태어났다. 어릴 때부터 신앙심이 깊었던 그는 심지어 소죄라고 할지라도 속죄를 위해 꼭 고해성사를 본 후 공개적으로 보속 행위를 하곤 하였다. 16세 때, 그는 트라피스트회, 카르투시오회, 시토회 등 여러 수도회에 입회하려고 수차례에 걸쳐 노력하였지만, 번번이 거절당하였다. 수도회 장상들은 그가 너무도 신중하다는 이유로 그가 수도회 공동체 생활에 잘 적응하지 못하리라고 판단하였다.
전해지는 바에 따르면, 라브르는 로마의 성 알렉시오의 전기를 읽고 깊은 영감을 받았다고 한다. 성 알렉시오는 조국과 가족은 물론 세상의 모든 즐거움을 뒤로하고 새로운 삶, 가장 고통스럽고 가장 청빈한 삶을 살며 성덕을 닦았으며, 여러 성지를 순례한 인물이다.
나중에 프란치스코회 제3회원이 된 베네딕토 요셉 라브르는 남은 여생을 무소유와 순례의 삶으로 보내기로 결심하였다. 그는 돈 한 푼도 지니지 않고 구걸로만 연명하며, 도보로 로마까지 순례 여행을 떠났다. 로마 순례를 마친 라브르는 이후 유럽의 주요 성지를 순례하러 다시 길을 떠났다. 그는 이탈리아의 로레토, 아시시, 나폴리, 바리와 스위스의 아인지델른, 프랑스의 파레르모니알, 스페인의 산티아고데콤포스텔라 등을 순례하였다. 순례하는 동안 라브르의 옷은 흙투성이에다가 다 해진 상태가 되었으며, 종종 폐가나 야외에서 잠을 청하며 항상 도보로 길을 떠나곤 하였다. 라브르는 빵 한 조각도 감사히 받아 먹었으며, 그것도 다른 가난한 이들과 함께 나누어 먹곤 하였다. 그는 거의 말을 하지 않았으며 대신에 기도를 많이 했다. 그리고 흡사 거지와도 같은 그의 행색을 보고 사람들이 조롱이나 무시를 해도 성을 내지 않고 조용히 받아들였다.
라브르는 십자고상을 바라보며 기도할 때에 종종 탈혼 상태에 빠지곤 하였는데, 이때에 몸이 공중에 부양하거나 두 곳에 동시에 존재하는 특별한 은총을 받았다고 전해진다. 또한 그는 노숙자들의 병을 치유해주고 그들을 나누어준 빵의 개수가 늘어나는 기적이 일어났다고 한다. 말년에 그는 로마에 머물렀는데, 낮에는 성당에서 기도로 시간을 보냈고, 밤에는 콜로세움에서 잠을 청했다. 성체에 대한 신심이 남달랐던 그는 감실 안에 모셔진 성체 앞에서 움직이지 않고 계속 기도하였으며, 사람들은 그런 그를 ‘40시간의 헌신을 드리는 빈자’라고 불렀다. 라브르는 곧 로마에서 유명인사가 되었다. 1783년 성주간 수요일에 라브르는 산타 마리아 아이 몬티 성당에서 성체 조배를 하고 난 다음에 선종하였다. 그의 유해는 산타 마리아 아이 몬티 성당에 안치되었다.

## 시성
라브르의 고해신부였던 마르코니는 그의 일대기를 기록하였으며, 특히 라브르가 선종하기 3개월 전에 그의 기도로 136명이 기적적으로 치유된 사건을 언급하면서 이를 라브르의 전구 덕분이라고 확신하였다. 또한 라브르가 선종할 때에 미국의 프로테스탄트교 목회자였던 존 세이어가 로마에 머무르고 있다가 가톨릭 신자로 회심하였는데, 이러한 그의 회심에도 라브르의 전구가 영향을 끼쳤다고 주장하였다. 라브르의 선종 후, 그에 대한 사람들의 존경심은 나날이 높아져 갔다. 그리하여 1860년 교황 비오 9세에 의해 복자로 시복되었으며, 1881년에는 교황 레오 13세에 의해 성인으로 시성되었다.

## 같이 보기
- 성체 조배